# Budanur, Mandya
Budanur là một làng thuộc tehsil Mandya, huyện Mandya, bang Karnataka, Ấn Độ.